# Aphaenogaster simonellii
Aphaenogaster simonellii é uma espécie de inseto do gênero Aphaenogaster, pertencente à família Formicidae.